# 178A busz (Budapest)
A budapesti 178A jelzésű autóbusz a Naphegy tér és a Keleti pályaudvar között közlekedett. A vonalat a Budapesti Közlekedési Zrt. üzemeltette, a járműveket a Kelenföldi autóbuszgarázs állította ki.

## Története
A 2008-as paraméterkönyv bevezetése előtt 78-as jelzéssel közlekedett. 2011. április 4-én a BKV megszüntette a 178A járatot, mert az Arena Mall felmondta a 178-as busz szolgáltatói szerződését. Pótlására sűrítve járt a 178-as busz a Naphegy tér és a Keleti pályaudvar között.

## Útvonala
| Keleti pályaudvar felé | Naphegy tér felé |
| --- | --- |
| Naphegy tér vá. – Dezső utca – Czakó utca – Aladár utca – Mészáros utca – Krisztina tér – Alagút utca – Attila út – Dózsa György tér – Krisztina körút – Erzsébet híd – Szabad sajtó út – Ferenciek tere – Kossuth Lajos utca – Rákóczi út – Kerepesi út – Keleti pályaudvar M vá. | Keleti pályaudvar M vá. – Baross tér – Rákóczi út – Kossuth Lajos utca – Ferenciek tere – Szabad sajtó út – Erzsébet híd – Döbrentei tér – Attila út – Alagút utca – Krisztina tér – Mészáros utca – Aladár utca – Czakó utca – Dezső utca – Naphegy tér vá. |

## Megállóhelyei
| 0  | Naphegy tér végállomás              | 20 |                                                                              |
| 1  | Hegyalja út (↓) Czakó utca (↑)      | 18 | 8, 27, 112                                                                   |
| 3  | Zsolt utca                          | 16 |                                                                              |
| ∫  | Győző utca                          | 15 | 105                                                                          |
| 4  | Mészáros utca (↓) Krisztina tér (↑) | 14 | 18 105                                                                       |
| 6  | Alagút utca                         | ∫  | 5, 16, 105                                                                   |
| 7  | Dózsa György tér                    | 12 | 18 5, 16                                                                     |
| 8  | Döbrentei tér (↓) Szarvas tér (↑)   | 11 | 18, 19, 41 5, 8, 86, 112                                                     |
| 10 | Ferenciek tere M                    | 8  | 2, 2A 5, 7, 7E, 8, 15, 112, 115, 173, 173E, 233E, 239                        |
| 12 | Astoria M                           | 6  | 47, 49 5, 7, 8, 9, 15, 109, 112, 115, 173, 233E, 239                         |
| 13 | Uránia                              | 5  | 5, 7, 7E, 8, 112, 173, 173E, 233E, 239                                       |
| 14 | Blaha Lujza tér M                   | 3  | 4, 6, 28, 37, 37A, 62 74 5, 7, 7E, 99, 173, 173E                             |
| 16 | Berzsenyi utca (↓) Huszár utca (↑)  | 2  | 5, 7, 173                                                                    |
| 18 | Keleti pályaudvar M (Kerepesi út)   | ∫  | 24 73, 76, 78, 79, 80, 80A 5, 7, 7E, 20E, 30, 30A, 173, 173E Budapest-Keleti |
| 19 | Keleti pályaudvar M végállomás      | 0  | 24 73, 76, 78, 79, 80, 80A 5, 7, 7E, 20E, 30, 30A, 173, 173E Budapest-Keleti |